# Colin McPhee
Colin Cahart McPhee (født 15. marts 1900 i Montreal, død 7. januar 1964 i Los Angeles) var en canadisk komponist. Var fra 1934 til 1936 bosat på Bali, og etablerede sig som en førende forsker inden for indonesisk musik. I sine kompositioner søgte han at skabe en forbindelse mellem den indonesiske musik og den vestlige tradition. Han har ligeledes skrevet bøger om Bali. 
Han har komponeret 3 symfonier og diverse orkesterværker i balinesisk stil. Hans mest kendte værk er nok Tabuh Tabuhan for 2 klaverer og orkester.

## Udvalgte værker
- 3 Symfonier (kun nr. 2 er fuldendt : Symfoni "Pastorale" (1957) - for klaver og orkester
- Tabuh Tabuhan (1936) - for 2 klaverer og orkester
- Balinesisk ceremonial musik (1934) - for orkester
- Nocturne (1958) - for orkester
- Suite (I seks satser) (1958) - for slagtøj
- "Overgange" (1954) - for orkester